# Anoeme gahani
Anoeme gahani là một loài bọ cánh cứng trong họ Cerambycidae.